# Стенин, Владимир Филиппович
Владимир Филиппович Стенин (1899—1952) — советский военачальник, участник Великой Отечественной войны, Герой Советского Союза (6.04.1945). Генерал-майор (4.08.1942).

## Молодость и гражданская война
Родился 15 декабря (по другим данным 10 июня) 1899 года в деревне Большие Мочилы в семье крестьянина. С 15 лет работал матросом на пристани пароходного общества «Самолет» в Костроме. В 1917 году окончил 4 класса Костромского коммерческого училища. В декабре 1917 года вступил в отряд Красной Гвардии родной деревни Большие Мочилы. В марте 1918 года вновь уехал в Кострому и продолжил работать матросом.
В марте 1919 года добровольно вступил в Красную Армию. Участвовал в Гражданской войне. Поступил учиться на Костромские командные курсы, но учёба оказалась короткой — уже 30 мая 1919 года в составе 4-го сводного курсантского полка был срочно направлен на фронт и участвовал в обороне Петрограда от войск генерала Н. Н. Юденича, воевал на ямбургском направлении. 23 августа в бою под селом Копорское был тяжело ранен, до апреля 1920 года находился на лечении, а в апреле врачебной комиссией был признан негодным к службе и демобилизован. Снова поступил работать матросом на пристани в Костроме. Однако в августе 1920 года сумел вновь поступить в РККА. Служил командиром взвода и помощником командира роты в 10-м отдельном батальоне войск ВЧК при Костромской губернской ЧК. В 1921 году вступил в РКП(б).

## Межвоенное время
В апреле 1921 года направлен учиться, в этом же году окончил Высшую военную школу при Запасной армии Республики в Казани. С октября 1921 по октябрь 1922 года служил командиром роты и начальником хозяйственной команды в 404-м отдельном стрелковом полку Украинского военного округа. Затем направлен на учёбу, в августе 1923 года окончил Киевскую высшую объединённую военную школу. С августа 1923 — помощник командира роты 135-го стрелкового полка 45-й стрелковой дивизии Украинского ВО, с апреля 1924 — командир роты 135-го стрелкового территориального полка, который затем был переименован в 296-й стрелковый полк и передан в состав 99-й стрелковой дивизии Украинского ВО. С октября 1926 — командир роты Сумской пехотной школы. Затем служил в 89-м стрелковом полку 30-й стрелковой дивизии Украинского ВО (Днепропетровск): начальник полковой школы, врид командира батальона, помощник командира батальона, врид помощника начальника штаба полка. С января 1931 года — военный комендант города Днепропетровск. С октября 1931 года служил в 181-м стрелковом полку 61-й стрелковой дивизии Приволжского военного округа (Балашов): начальник полковой школы и начальник штаба полка. В январе 1936 года по состоянию здоровья переведен в Харьковский военный округ на должность начальника штаба 123-го стрелкового полка 41-й стрелковой дивизии (Никополь), а в июне 1937 года назначен командиром этого полка. Командовал им до ноября 1937 года, когда был зачислен слушателем а академию.
В 1938 году окончил с отличием Военную академию РККА имени М. В. Фрунзе. Был направлен на Дальний Восток, где в сентябре 1938 года назначен начальником штаба 101-й горнострелковой дивизии 2-й отдельной Краснознаменной армии (г. Петропавловск-Камчатский). С мая 1940 года — начальник пехоты 35-й стрелковой дивизии этой же армии Дальневосточного фронта (г. Бикин Хабаровского края). С января 1941 года служил заместителем командира 69-й моторизованной дивизии этой армии, а накануне войны в июне 1941 года полковник Стенин В. Ф. вступил во временное командование этой дивизией.

## Великая Отечественная война
С началом Великой Отечественной войны был направлен на фронт. Там дивизия была передана в 30-ю армию Западного фронта, участвовала в Смоленском сражении. 30 августа Стенин назначен командиром 251-й стрелковой дивизии в 30-й армии. В первые дни битвы под Москвой, во время Вяземской оборонительной операции (Операция «Тайфун») в октябре 1941 года дивизия была окружена юго-западнее города Белый. В конце месяца полковнику Стенину удалось под Можайском вывести через линию фронта отряд из 250 бойцов и командиров из котла.
В конце октября он был назначен на должность заместителя командующего 5-й армии Западного фронта по тылу — начальника тыла армии. Участвовал в обороне Москвы и в контрнаступлении под Москвой, в Ржевско-Вяземской операции. В августе 1942 года недавно ставший генерал-майором В. Стенин был переведён на ту же должность в 66-ю армию на Сталинградский фронт (позднее армию передали Донскому фронту). Участник Сталинградской битвы. За энергичную работу и обеспечение войск армии награждён орденом Красного Знамени и медалью «За оборону Сталинграда». По личной просьбе направлен на командную работу.
С 14 июня 1943 по 23 августа 1943 года командовал 8-й гвардейской воздушно-десантной дивизией в 4-й гвардейской армии Степного фронта. Участвовал в Белгородско-Харьковской наступательной операции на Воронежском фронте. В ожесточённых боях под Ахтыркой по ликвидации прорыва немецкой танковой группы дважды потерял управление дивизией в бою и был отстранён от командования дивизией.
31 августа 1943 года назначен с понижением на должность командира 2-й гвардейской мотострелковой бригады 3-го гвардейского танкового корпуса.
С конца сентября 1943 командовал 68-й гвардейской стрелковой дивизией 17-го стрелкового корпуса 38-й армии Воронежского (с 20 октября — 1-го Украинского) фронта. Под его командованием в течение двух месяцев дивизия удерживала плацдарм на Днепре юго-западнее Киева, а затем участвовала в Житомирско-Бердичевской наступательной операции (за отличие в которой 10 января 1944 года Указом Президиума Верховного совета СССР был награждён орденом Суворова 2-й степени). В феврале 1944 года дивизию передали в 1-ю гвардейскую армию того же фронта и она успешно наступала во время Проскуровско-Черновицкой наступательной операции — за успешное выполнение заданий командования при освобождении города Проскуров ей было присвоено почетное наименование «Проскуровская» (3.4.1944) и она награждена орденом Красного Знамени. В апреле 1944 года дивизия была подчинена 60-й армии этого же фронта и в июле-августе участвовала в Львовско-Сандомирской наступательной операции. За умелое и энергичное руководство дивизией в наступательных боях 30 августа 1944 года генерал-майор Стенин был награждён своим вторым орденом Красного Знамени, но за несколько дней до этого, 21 августа, командующий армией генерал-полковник П. А. Курочкин за невыполнение приказа командования отстранил его от должности командира дивизии. Находился в распоряжении Военного совета фронта и Главного управления кадров НКО СССР.
14 октября этого же года назначен на должность командира 4-й стрелковой дивизии 69-й армии 1-го Белорусского фронта.
С конца декабря 1944 — командир 134-й стрелковой дивизии 69-й армии этого фронта. Отличился при проведении Висло-Одерской операции.
Особо отличился в Висло-Одерской наступательной операции. В самом начале операции, 14 января 1945 года дивизия прорвала долговременную немецкую оборону около города Зволень и на следующий день ворвалась в город Радом. Затем устремилась к Одеру. Форсировав с ходу реки Пилица и Варта, преодолев за 10 суток свыше 200 километров с боями, 23 января одной из первых дивизия с боем вступила на территорию исторической части Германии — в провинцию Бранденбург. За период с 14 января по 4 февраля 1945 года силами дивизии уничтожено до 3 800 солдат и офицеров противника, а 1 000 человек захвачены в плен.
Указом Президиума Верховного Совета СССР от 6 апреля 1945 года за умелое руководство подразделениями и проявленные при этом отвагу и мужество гвардии генерал-майору Стенину Владимиру Филипповичу присвоено звание Героя Советского Союза.
Участвовал в Берлинской наступательной операции. Войну закончил на реке Эльбе.

## Послевоенное время
После войны продолжил службу в Вооружённых Силах СССР. В начале июля 1945 года дивизия была расформирована, тогда же генерал-майор В. Ф. Стенин назначен командиром 89-й гвардейской стрелковой дивизии в Группе советских оккупационных войск в Германии. В ноябре этого года дивизия была переформирована в 23-ю гвардейскую механизированную дивизию, а он остался её командиром. С мая 1947 года — начальник Саратовского пехотного училища. В октябре 1951 года уволен в отставку по болезни.
Умер 29 мая 1952 года в Саратове. Похоронен на Воскресенском кладбище (1й участок).

## Награды
- Медаль «Золотая Звезда» Героя Советского Союза (6.04.1945) №5191;
- Два ордена Ленина (21.02.1945[6], 6.04.1945);
- Четыре ордена Красного Знамени (14.02.1943, 08.1944, 3.11.1944[6], 20.06.1949[6]);
- Два ордена Суворова II степени (10.01.1944, 29.05.1945);
- Медаль «За оборону Москвы»;
- Медаль «За оборону Сталинграда»;
- Медаль «За взятие Берлина»;
- другие медали СССР;

Награды Польши
- Орден «Крест Грюнвальда» 3-й степени (Польша);
- Медаль «Победы и Свободы»;
- Медаль «За Одру, Нису и Балтику».

## Память
- Мемориальная доска установлена в Саратове по адресу: улица Большая Казачья, дом 43, в котором жил В. Ф. Стенин.
- Имя Стенина В. Ф. увековечено в галерее Героев Советского Союза на улице имени Рахова а Саратове.